# Понеделко, Екатерина Сергеевна
Екатерина Сергеевна Понеделко (12 мая 1998, Томск) — российская биатлонистка, чемпионка России. Мастер спорта России (2016).

## Биография
Начала заниматься биатлоном в Томске с девяти лет под руководством своего отца, Сергея Владимировича Понеделко. Затем перешла в команду Красноярского края («Академия биатлона»), где тренировалась у В. С. Герца, Е. В. Калиновского, Л. П. Пановой, О. В. Ромасько.
Неоднократно становилась победительницей и призёром российских юношеских соревнований. Бронзовый призёр Спартакиады учащихся России (2015). В 2016 году одержала победы в спринте и одиночной смешанной эстафете на отборочных соревнованиях перед юношеской Олимпиадой. В 2018 году стала серебряным призёром первенства России в суперпасьюте, в 2019 году — серебряным призёром в масс-старте и бронзовым в пасьюте и эстафете.
На зимних юношеских Олимпийских играх 2016 года в Лиллехаммере стала бронзовым призёром в одиночной смешанной эстафете, заняла пятое место в смешанной эстафете, 17-е — в спринте и девятое — в гонке преследования. В 2019 году на юниорском чемпионате Европы в Шушёэне лучшим результатом стало 26-е место в индивидуальной гонке. Принимала участие в гонках юниорского Кубка IBU в сезоне 2019/20, лучшим результатом в личных видах стало 18-е место в индивидуальной гонке не этапе в Поклюке.
На взрослом уровне в 2020 году стала чемпионкой России в патрульной гонке и серебряным призёром в командной гонке в составе сборной Красноярского края.